# Josef Reiter (Philosoph)
Josef Reiter (* 11. Mai 1937 in Újezd Svatého Kříže) ist ein deutscher Philosoph und Hochschullehrer. Er war von 1991 bis 2001 Präsident der Johannes Gutenberg-Universität Mainz.

## Leben
Josef Reiter studierte Philosophie, katholische Theologie, Geschichte und Psychologie in Fulda, München und Paris. Auf seine Promotion zum Dr. phil. in München 1965 folgte dort 1971 seine Habilitation. Im Anschluss lehrte er zunächst als Privatdozent für Philosophie in München, ab 1972 als Dozent bzw. ab 1974 als Professor für Philosophie an der Universität Regensburg.
1985 folgte er dem Ruf nach Mainz, wo er als Professor für Philosophie lehrte. 1990/1991 war er Vizepräsident und von 1991 bis 2001 Präsident der Johannes Gutenberg-Universität Mainz.
Von 2003 bis 2012 amtierte Reiter als Präsident des Katholischen Akademischen Ausländerdienstes (KAAD).
2016 wurde er als ordentliches Mitglied der Geisteswissenschaftlichen Klasse in die Sudetendeutsche Akademie der Wissenschaften und Künste berufen.

## Ehrungen und Auszeichnungen
- 1995 Officier dans l’Ordre des Palmes Academiques
- 2000 Leibniz-Medaille der Akademie der Wissenschaften und der Literatur Mainz
- 2001 Doctor honoris causa der Universidad del Norte in Barranquilla (Kolumbien)
- 2001 Ehrenring der Stadt Mainz
- 2002 Verdienstorden des Landes Rheinland-Pfalz
- 2011 Bonifatius Medaille der Deutschen Bischofskonferenz

## Schriften (Auswahl)
- Intuition und Transzendenz. Die ontologische Struktur der Gotteslehre bei Jacques Maritain. München 1967, OCLC 5258173.
- System und Praxis. Zur kritischen Analyse der Denkformen neuzeitlicher Metaphysik im Werk von Malebranche. München 1972, ISBN 3-495-47265-7.